# جون شارب غريفيث
جون شارب غريفيث (بالإنجليزية: John Griffith)‏ هو عسكري أمريكي، ولد في 26 نوفمبر 1898 في سياتل في الولايات المتحدة، وتوفي في 14 أكتوبر 1974 في Riverhead, New York ‏ في الولايات المتحدة.